# Big Blue (rivière)
La rivière Big Blue (Big Blue River en anglais) est le plus grand affluent de la rivière Kansas. Elle coule sur environ 578 km du centre du Nebraska vers le Kansas, jusqu'à son confluent avec la rivière Kansas à Manhattan.
Son nom lui a été donné par la tribu d'Amérindiens Kansa qui vécut à sa confluence de 1780 à 1830, et qui l'avait appelée la « rivière de la grande terre bleue » (the Big Blue Earth River).

## Cours de la rivière
La rivière traverse principalement des terres agricoles. Parmi les plus grandes villes le long de son cours, outre Manhattan (Kansas), on peut citer Beatrice, Crete et Seward.

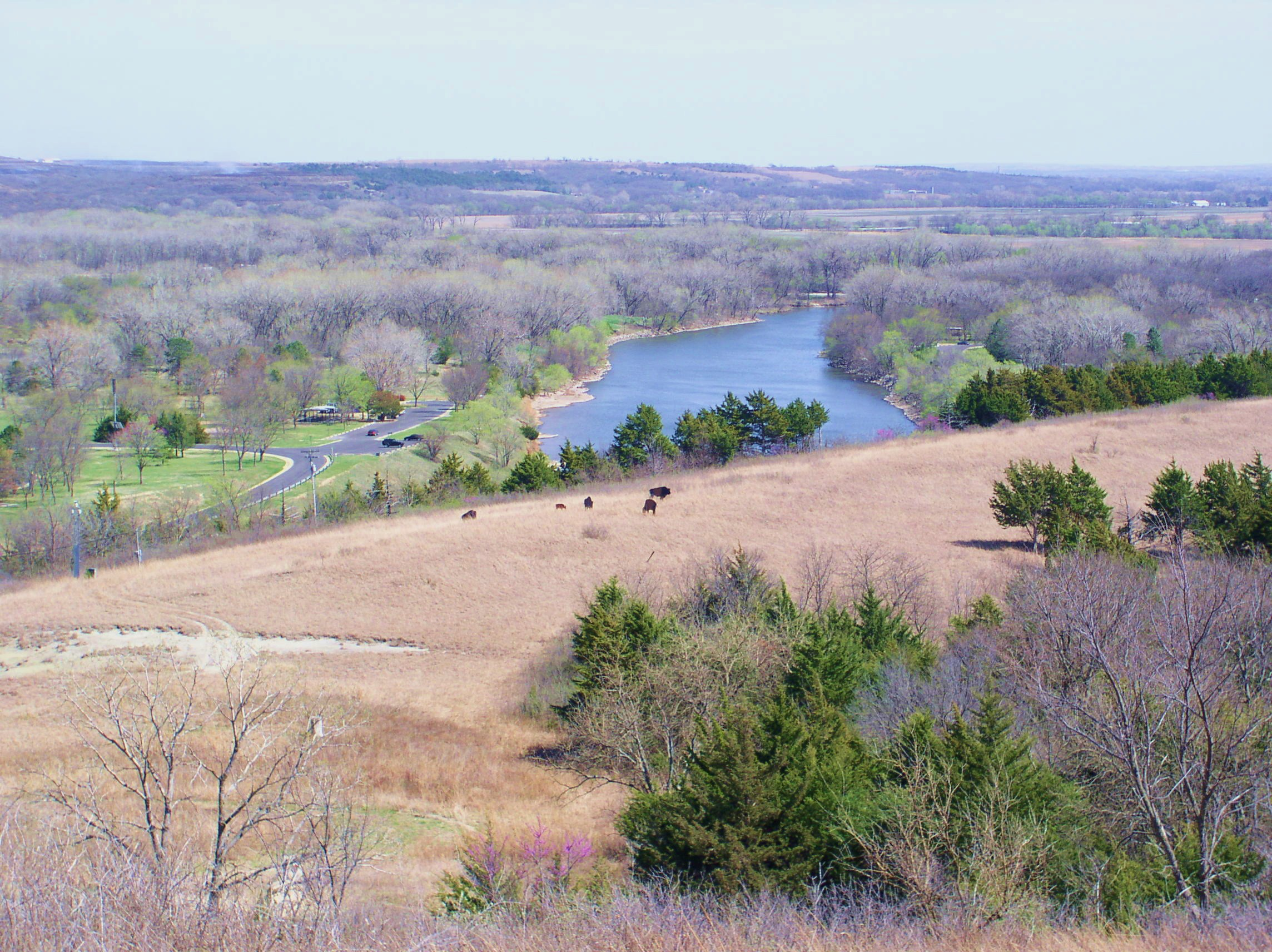
La Big Blue River au sud de Tuttle Creek Lake.

Peu avant la confluence avec la rivière Kansas, Big Blue déverse ses eaux dans un lac artificiel appelé Tuttle Creek Lake, qui se trouve légèrement au nord-est de Manhattan. Construit pour contrôler les inondations, ses eaux sont retenues par un barrage composé de déblais de calcaire, de limon et de gypse, dégagés de la zone inondable par des bulldozers qui furent ensuite abandonnés à la rouille sous la zone inondée. Les terres entourant le réservoir constituent un parc d'État, bien que les grandes inondations de 1993 en aient submergé une grande partie de la région nord.
La rivière continue son cours après Tuttle Creek Lake pendant environ huit kilomètres avant sa confluence avec la rivière Kansas, à l'est de Manhattan.

## Droits sur l'eau
Les États du Nebraska et du Kansas ont conclu une convention d'appropriation où le Nebraska a la pleine utilisation de l'eau de la rivière, sauf du 1er mai au 30 septembre, où il doit permettre à un certain débit variable de passer dans le Kansas. À ce jour, il n'y a pas de pénurie d'eau dans la rivière.